# Augusta de Reuss-Köstritz
Augusta Matilde Guilhermina de Reuss-Köstritz (Klipphausen, 26 de maio de 1822 — Schwerin, 3 de março de 1862) foi a consorte e primeira esposa do grão-duque Frederico Francisco II de Meclemburgo-Schwerin.

## Origens
A princesa Augusta de Reuss-Köstritz foi a terceira criança e segunda filha do príncipe Henrique LXIII de Reuss-Köstritz e da sua primeira esposa, a condessa Leonor de Stolberg-Wernigerode.
A sua família pertencia a um ramo secundário da Casa de Reuss.

## Casamento e descendência
No dia 3 de novembro de 1849, Maria casou-se em Ludwigslust com o grão-duque Frederico Francisco II de Meclemburgo-Schwerin. Juntos tiveram seis filhos:
- Frederico Francisco III (1851-1897) pai de Alexandrina, rainha da Dinamarca e de Cecília, última princesa-herdeira da Alemanha.
- Paulo Frederico (1852-1923) casado com a princesa Maria de Windisch-Graetz.
- Maria (1854-1920) casada com o grão-duque Vladimir Alexandrovich da Rússia. O seu filho Cyril tornou-se pretendente ao trono russo após o assassinato do czar Nicolau II.
- Nicolau (1855-1856)
- João Alberto (1857-1920) Regente imperial do ducado de Brunswick.

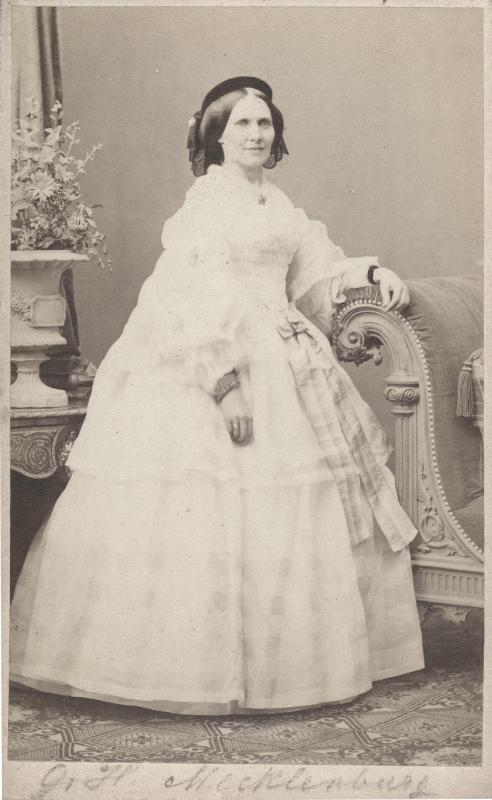
A princesa Augusta.

- Alexandre (1859-1859)

## Morte
A morte prematura de Augusta levantou algumas questões na corte. Foi dito que a grã-duquesa tinha morrido de "problemas de bronquite associados com uma doença de coração." Outro biógrafo disse que ela tinha morrido de algum tipo de febre.
Augusta foi enterrada nos jardins do Castelo de Schwerin sobre o qual foi erguido um memorial em 1905.